# ボブ・クイン・レイク
ボブ・クイン・レイク (Bob Quinn Lake) は、カナダのブリティッシュコロンビア州北西部にある非法人地域。同地はスチュワート＝カシアー・ハイウェイ (Highway 37) 沿いのボブ・クイン湖に臨むところに位置しており、キトワンガの北およそ 292キロメートル (181 mi)、ディース・レイクの南およそ192キロメートル (119 mi)にある。当地は、湖とともに、ロバート・クイン (Robert Quinn) という当地の古い時期の住民で、ユーコン電信線 (the Yukon Telegraph Line) の架線作業員だったこともある人物に因んで名付けられている。